# Eupithecia landryi
Eupithecia landryi es una especie de polilla de reciente descubrimiento de la familia Geometridae. La especie fue descrita por primera vez por Hector A. Vargas habiendo sido descrita en 2011 con distribución en los valles del desierto de Atacama de Chile. El holotipo de la especie fue descrita en el valle de Azapa a poca distancia de Arica. E. landryi es la segunda especie de Eupithecia descrita en los valles costeros del desierto norte de Chile. 
E. landryi recibe su nombre en honor a Bernard Landry lepidopterólogo canadiense dedicado a las Islas Galápagos, Ecuador.

## Descripción
Es una polilla pequeña con alas delanteras de unos 5,9 milímetros (0,2 plg) de longuitud en los individuos macho. Cuenta con antenas filiformes. El macho cuenta con un penacho de escamas blancas alargadas en la superficie ventral del ala anterior que surgen cerca de la base del ala, entre la célula discal y las venas posteriores. La superficie dorsal de las alas es de marrón rojiza con escamas marrón oscuro dispersas. La superficie ventral es marrón pálido con escamas marrón oscuro y marrón rojizo claro.
La cabeza, rrente, vértice y occipucio son de color marrón rojizo claro. Los palpos labiales son de color marrón pálido con escamas dispersas de color marrón oscuro, y de una longitud de aproximadamente 1,5 veces el diámetro del ojo. El tórax es marrón rojizo claro en el dorso con escamas marrón oscuro dispersas. Las patas son marrón amarillentas con escamas marrón oscuro concentradas principalmente en la tibia.
Tiene gran parecido, aun en la morfología genital, con E. yubitzae, otra especie descrita en la misma región.